# Eura
Eura (finska: Eura) är en kommun i landskapet Satakunta i Finland. Folkmängden i kommunen uppgår till 11 417 invånare, och den totala arealen utgörs av 630,2 km². Folkmängden i tätorten Eura kyrkoby uppgick den 31 december 2012 till 6 645 invånare, landarealen utgjordes av 21,26  km² och folktätheten uppgick till 312,6 invånare/km².
Eura kommun grundades år 1866. En kommunsammanslagning skedde vid årsskiftet 1969/1970, då kommunerna Honkilax och Hinnerjoki inkorporerades med Eura. Vid årsskiftet 2008/2009 gick Kiukais kommun i sin tur ihop med Eura kommun. Kommunen gränsar till följande kommuner: Euraåminne, Harjavalta, Kumo, Letala, Virmo, Nakkila, Pöytis, Raumo och Säkylä.
Eura kommun hör till Raumo ekonomiska region.
Eura kommuns språkliga status är enspråkig finsk.

## Historia
Euras historia inleddes redan i forntiden. Speciellt fynd från järnåldern har gjort kommunen känd över hela världen. Orten är också särskilt känd för gravfältet Luistari som uppvisar rika vikingatida fynd. Eura har varit en betydande vikingatida handelsplats. I Euratrakten har funnits en kyrksocken från 1200-talet. Forskarna är inte överens om den är Euraåminne eller Eura. Eura kyrksocken nämns i källorna tidigast 1420. Efter 1474 anslöts Säkylä som kapell till Eura, möjligen skedde detsamma samtidigt med Kjulo. 

## Tätorter
- Eura kyrkoby
- Kauttua
- Kiukais
- Panelia
- Hinnerjoki
- Mannila
- Koskenkylä
- Honkilax

## Politik

### Mandatfördelning i Eura kommun, valen 1976–2021
| 8 | 11 | 4 | 9 | 3 |

| 8 | 11 | 5 | 8 | 3 |

| 7 | 12 | 5 | 8 | 3 |

| 6 | 12 | 5 | 9 | 3 |

| 7 | 12 | 6 | 7 | 3 |

| 6 | 11 | 7 | 8 |  | 2 |

| 6 | 12 | 6 | 7 | 2 | 2 |

| 6 | 13 | 6 | 8 | 2 |

| 21 | 14 |

| 5 | 13 |  | 10 | 6 |

| 24 | 11 |

| 5 | 13 | 2 | 10 | 5 |

| 25 | 10 |

| 5 | 13 | 2 | 11 | 4 |

| 26 | 9 |

| 3 | 11 | 5 | 9 | 7 |

| 25 | 10 |

## Näringsliv

### De största arbetsgivarna i Eura kommun
- Eura kommun
- Auramaa-Yhtiöt
- Jujo Thermal Oy
- LMG Finland Oy
- Pintos-koncernen
- Jaakko-Tuote Oy
- Biolan –ryhmä[10].

## Demografi

### Befolkningsutveckling
| Befolkningsutvecklingen i Eura kommun 1975–2020                                                              | Befolkningsutvecklingen i Eura kommun 1975–2020 | Befolkningsutvecklingen i Eura kommun 1975–2020 | Befolkningsutvecklingen i Eura kommun 1975–2020 | Befolkningsutvecklingen i Eura kommun 1975–2020 |
| --- | ----------------------------------------------- | ----------------------------------------------- | ----------------------------------------------- | ----------------------------------------------- |
| |                                                 |                                                 |                                                 |                                                 |
| År |                                                 |                                                 | Folkmängd                                       |                                                 |
| 1975 | 1975                                            |                                                 | 14 174                                          |                                                 |
| 1980 | 1980                                            |                                                 | 13 729                                          |                                                 |
| 1985 | 1985                                            |                                                 | 13 630                                          |                                                 |
| 1990 | 1990                                            |                                                 | 13 406                                          |                                                 |
| 1995 | 1995                                            |                                                 | 13 438                                          |                                                 |
| 2000 | 2000                                            |                                                 | 12 957                                          |                                                 |
| 2005 | 2005                                            |                                                 | 12 807                                          |                                                 |
| 2010 | 2010                                            |                                                 | 12 507                                          |                                                 |
| 2015 | 2015                                            |                                                 | 12 128                                          |                                                 |
| 2020 | 2020                                            |                                                 | 11 483                                          |                                                 |
| Anm: Uppgifterna avser förhållandena den 31 december nämnda år enligt områdesindelningen den 1 januari 2022. |                                                 |                                                 |                                                 |                                                 |

### Språk
Befolkningen efter språk (modersmål) den 31 december 2022. Finska, svenska och samiska räknas som inhemska språk då de har officiell status i landet. Resten av språken räknas som främmande. För språk med färre än 10 talare är siffran dold av Statistikcentralen på grund av sekretesskäl.
| Språk                        | Talare 2022-12-31 | Talare 2022-12-31 |
| Språk                        | Antal             | Andel (%)         |
| ---------------------------- | ----------------- | ----------------- |
| Hela befolkningen            | 11 276            | 100,0             |
| Inhemska språk totalt        | 10 830            | 96,0              |
| Finska                       | 10 809            | 95,9              |
| Svenska                      | 21                | 0,2               |
| Främmande språk totalt       | 446               | 4,0               |
| Estniska                     | 104               | 0,9               |
| Polska                       | 57                | 0,5               |
| Ukrainska                    | 48                | 0,4               |
| Ryska                        | 44                | 0,4               |
| Turkiska                     | 27                | 0,2               |
| Lettiska                     | 22                | 0,2               |
| Engelska                     | 19                | 0,2               |
| Spanska                      | 15                | 0,1               |
| Arabiska                     | 12                | 0,1               |
| Thailändska                  | 12                | 0,1               |
| Rumänska                     | 11                | 0,1               |
| Litauiska                    | 10                | 0,1               |
| Språk med färre än 10 talare | 65                | 0,6               |

|  | Finska (95,9 %) |

|  | Svenska (0,2 %) |

|  | Främmande språk (3,9 %) |

|  | Finska (95,9 %) |

|  | Svenska (0,2 %) |

|  | Främmande språk (3,9 %) |